# Coupe d'Europe de hockey en salle des clubs champions
La Coupe des clubs champions de Hockey en salle est une compétition européenne annuelle de hockey en salle divisée en 4 divisions ; la plus prestigieuses de ces divisions est la Cup (créée en 1990).